# 압둘 라자크
압둘 라자크 빈 다토 후세인(자위: عبد الرزاق بن حسين‎, 1922년 5월 11일~1976년 1월 14일)은 말레이시아의 정치인이다.
1957년 독립 후 초대 부총리에 취임했으며, 1970년 사임한 툰쿠 압둘 라만의 뒤를 이어 1976년 백혈병으로 사망할 때까지 말레이시아의 총리로 재직했다. 계엄기간에 취임한 그는 엄격한 철권통치를 하여, 수많은 반대파들을 투옥, 고문, 심문하여 독재자라는 비판을 받았다. 특히 민족간의 불화를 막는 다는 명목하에 '부미푸트라 정책'으로 불리는 인종 차별 정책을 펼쳐, 말레이인과 비말레이인 간의 갈등을 유발하기도 했다. 그는 현임 총리 나지브 라자크의 부친이며, 호칭은 개발의 아버지(말레이어: Bapa Pembangunan)이다. 사후 그에 대해서는 말레이시아의 발전을 위해 노력한 아버지와 독재자라는 양극의 평가가 엇갈린다.

## 약력
1922년 파항 주 프칸의 풀라우 클라디에서 후세인 빈 모하마드 타이브와 하자흐 트흐 파티마흐 다우드 사이에서 장남으로 태어났다. 귀족 가문 출신이고, 쿠알라 캉사르 말레이 공과대학교에서 수학했다.
이후 싱가포르 래플스 대학을 다니기 위해 장학금을 수여했으며, 전쟁 때는 파항에서 투항하는 군을 지원했다.
전쟁이 끝난 이후 그는 영국에서 법학을 전공했고, 이를 통해 링컨스 인 대학교의 변호사 자격을 얻는다.
영국에 체류하는 동안 그는 영국노동당의 일원이었으며, 크사투안 믈라유 그레이트 브리튼에서 학생들을 지도한다. 또한 그는 학생들을 지도하기 위해 말라얀 포럼을 설립한다.

## 독립 운동
영국에서 돌아온 후, 그는 말레이 시민국에 합류했으며, 이후 UMNO의 청년 수석이 되었다. 그러나 독립 운동을 시작하였고, 다시 영국으로 돌아갔다.
1957년 말레이시아가 독립하자, 그는 부총리가 되었다.
하지만 재임 중 5·13 사건이 터지게 되고, 툰쿠 압둘 라만의 인기가 차츰 떨어지게 된다. 결국 라만은 1970년 총리직을 사임하고, 라자크는 라만의 뒤를 이어 총리로 임명되었다.

## 총리
라자크와 말레이시아의 2세대 정치가들의 주요 정책은, 민족간의 불평등 해소였다.
그는 MNEP로 알려진, 말레이시아의 새로운 경제 정책을 실시한 것으로 유명하다. 1971년부터 실시한 정책으로써, 빈곤을 뿌리뽑고 인종적·경제적 불화를 막는 것이었다.
1973년 동맹당을 국민전선(Barisan Nasional)으로 개편하였다.

### 부미푸트라 정책
라자크의 주요 정책 중 하나는 부미푸트라(Bumiputera)정책이었다. '부미푸트라'의 뜻은 '자국민', 즉 말레이인 정책이라는 것이다. 말 그대로 말레이인 또는 말레이 원주민들을 정치적/문화적 등 여러 분야에서 우대하는 것이다.
본디 이 정책은 말레이인과 중국인 간의 마찰이 심해지자 이를 해결하기 위한 뜻으로 시행했지만, 최근에는 일부 국가들로부터 '인종 차별 정책'이라며 비난을 듣기도 한다. 심지어 안와르 이브라힘(Anwar Ibrahim)도 '이 정책 때문에 말레이시아가 다른 동남아 강대국들에게 밀리고 있다. 이 정책은 외국인들에게는 당연히 피해를 주지만 말레이인들에게조차도 피해를 줄 수 있다'고 비판했다.

## 죽음
1975년부터, 그의 건강이 차츰 악화되기 시작했다. 스스로 백혈병에 걸렸다는 걸 알게 된 후 런던으로 요양을 갔으나, 이듬해 사망하였다.
사후 그에게 개발의 아버지(말레이어: Bapa Pembangunan)라는 칭호를 부여했으며, 현재 콸라룸푸르에 안장되어있다.